# Georgi Ivanov (ruimtevaarder)
Georgi Ivanov Kakalov (Bulgaars: Георги Иванов Какалов) (Lovetsj, 2 juli 1940) is een Bulgaars voormalig ruimtevaarder. In 1979 werd hij de eerste Bulgaar in de ruimte. 
Ivanov’s eerste en enige ruimtevlucht was Sojoez 33 met een Sojoez draagraket en vond plaats op 10 april 1979. Doel van deze missie was een koppeling uit te voeren met ruimtestation Saljoet 6. Deze mislukte echter en de kosmonauten keerden halsoverkop naar de Aarde terug.